# Manden som ikke ville dø
Manden som ikke ville dø er en dansk film fra 1999.
- Manuskript Torben Skjødt og Orla Fokdal.
- Instruktion Torben Skjødt.

Blandt de medvirkende kan nævnes:
- Stina Ekblad
- Tacha Elung
- Claus Flygare
- Pernille Grumme
- Paul Hagen
- Jonna Hjerl
- Anders Hove
- Palle Huld
- Henrik Jandorf
- Henning Jensen
- Søren Elung Jensen
- Lars Knutzon
- Thomas Mørk
- Ghita Nørby
- Lars Simonsen
- Torben Zeller
- Cecilia Zwick Nash
- Karl Bille
- Benny Hansen
- Morten Suurballe
- Jacob Theis Larsen